# Janusz Walawski
Janusz Jerzy Walawski (ur. 25 lutego 1917 we wsi Elbrus, zm. 20 maja 1945 w Bury St Edmunds) – porucznik pilot Polskich Sił Powietrznych w Wielkiej Brytanii, kawaler Krzyża Srebrnego Orderu Wojennego Virtuti Militari.

## Życiorys
Do Polski przyjechał z rodziną w 1926 roku i zamieszkał na Wołyniu. Maturę zdał w 1938 w gimnazjum w Łukowie. W 1938 ukończył Dywizyjny Kurs Podchorążych Rezerwy 9 DP przy 22 pułku piechoty w Siedlcach. 3 stycznia 1939 został przyjęty do Szkoły Podchorążych Lotnictwa w Dęblinie. W kampanii wrześniowej był pilotem łącznikowym 21 Dywizji Piechoty Górskiej.
Po zakończeniu walk we wrześniu 1939 przez Litwę, Łotwę, Szwecję, Finlandię, Danię, Holandię i Belgię dotarł w 1940 do Francji. W czerwcu został ewakuowany do Anglii, gdzie otrzymał numer służbowy RAF P-1808 oraz polski numer 783626 i 5 maja 1941 r. został skierowany na kurs do 1 Polish Flying Training School w Hucknall. 24 maja odbył kurs pilotażu podstawowego w 8 Service Flying Training School w Montrose. 17 sierpnia 1941 r. rozpoczął praktykę do szkoły łączności 2 Signal School w Yatesbury. 23 grudnia 1941 r. został skierowany na przeszkolenie myśliwskie w 58 Operational Training Unit w Grangemouth, które zakończył 2 marca 1942 r. Został przydzielony do dywizjonu 317. W 1944 przeniesiony do dywizjonu 316.
Po zakończeniu tury lotów bojowych w kwietniu 1944 r. został skierowany na odpoczynek do 61 Operational Training Unit w Rednal. 8 sierpnia 1944 r. powrócił do dywizjonu 316 i rozpoczął loty na samolotach P-51 Mustang. 5 kwietnia 1945 r. został mianowany dowódcą eskadry B. 12 grudnia 1944 r. uzyskał ostatnie oficjalnie zaliczone 316 dywizjonowi zwycięstwo powietrzne w II wojnie światowej. Łącznie odbył 120 lotów bojowych.
20 maja 1945 roku, podczas podróży z Londynu do Coltishall, uczestniczył w wypadku samochodowym koło Mildenhall. Ciężko ranny został przewieziony do szpitala w Bury St Edmunds, gdzie zmarł. Został pochowany na cmentarzu w Newark-on-Trent.

## Zwycięstwa powietrzne
Na liście Bajana figuruje na 52. pozycji z 4 pewnymi 3 uszkodzonymi samolotami.
Chronologiczny wykaz zwycięskich walk powietrznych
Zestrzelenia pewne:
- Bf-109 – 6 września 1943
- 2 * Bf-109 – 18 października 1944
- Bf-109 – 12 grudnia 1944

Uszkodzenia:
- Fw-190 – 28 kwietnia 1942
- 2 * Fw-190 – 24 czerwca 1943

## Ordery i odznaczenia
- Krzyż Srebrny Orderu Virtuti Militari nr 10785
- Krzyż Walecznych - trzykrotnie
- Medal Lotniczy - dwukrotnie
- Polowy Znak Pilota nr 1102
- brytyjski Distinguished Flying Cross